# 플라이 대디
"플라이 대디"는 2006년에 개봉한 대한민국의 영화이다.

## 캐스팅
- 이문식 : 장가필 역
- 이준기 : 고승석 역
- 팝핀현준 : 오세중 역
- 김지훈 : 채수빈 역
- 이주 : 강태욱 역
- 에이팀 : 조상민 역
- 이연수 : 가필 아내 역
- 김소은 : 장다미 역
- 이재용 : 교감 역
- 조성하 : 차주오 역
- 백성기 : 버스 기사 역
- 전하나 : 진희 역
- 김형일 : 의사 역
- 우현 : 포장마차 주인 역
- 안내상 : 교차로 운전자 역
- 홍재성 : 회사원 3 역